# Krvavé zúčtování
Krvavé zúčtování (v originále Blood of Redemption) je americký kriminální akční thriller z roku 2013, který režírovali Giorgio Serafini a Shawn Sourgose. Film byl vydán přímo na DVD a Blu-ray ve Spojených státech a Kanadě 24. září 2013. Ve filmu hrají Dolph Lundgren, Billy Zane, Gianni Capaldi, Vinnie Jones a Robert Davi.

## Zápletka
Quinn (Billy Zane) je syn slavného a mocného mafiána. Během jediné noci přijde o všechno. Zrazen někým ze svého nejbližšího okolí, je zatčen a jeho otec, patriarcha kriminálního impéria, je zavražděn; jeho bratr ho podezírá, že za tím stojí on. Když je Quinn propuštěn z vězení, snaží se unikat své minulosti, ale to se stává nadliským úkolem. Campbell (Vinnie Jones) je nový  nemilosrdný vůdcem kriminální "Společnosti" a nedovolí Quinnovi žít v klidu. Místo útěku se Quinn rozhodne bojovat. Spojí síly se svým bývalým pobočníkem a přítelem, Švédem (Dolph Lundgren), a snaží se získat zpět svou mocnou pozici v mafii tím, že se postaví svým nepřátelům čelem.

## Obsazení
- Dolph Lundgren jako Axel "Švéd"
- Billy Zane jako Quinn Forte Grimaldi
- Gianni Capaldi jako Kurt Grimaldi
- Vinnie Jones jako Campbell
- Robert Davi jako Hayden
- Robert Miano jako Sergio Grimaldi
- Massi Furlan jako Boris
- LaDon Drummond jako agent West
- Stephanie Rae Anderson jako doprovod #1
- Manny Ayala jako zabiják/bezdomovec
- Al Burke jako důstojník Bauer
- Zoli Dora jako Campbellův pobočník #2
- Mario E. Garcia jako důstojník Paul Crain
- Jelly Howie jako Loryn
- Clint Glenn Hummel jako vojín Evans
- Elisabeth Hunter jako důstojník Smith
- Scott Ly jako Lin Chau
- Gus Lynch jako důstojník Brown
- Marcus Natividad jako vrah
- Brad Nelson jako šroťák
- Tasha Reign jako doprovod senátora #1
- Raven Rockette jako doprovod Lin Chau
- Gilbert Rosales jako muž před barem
- Chuck Saale jako kapitán LAPD Bruce
- Jenny Shakeshaft jako call girl
- Rikki Six jako doprovod senátora #2
- James Storm jako senátor Roswald
- Reena Tolentino jako nádherná žena
- Scott Vancea jako Quinn
- Franco Vega jako důstojník Hunter